# Larry Wilde
Larry Wilde (nasceu em Jersey City, Nova Jérsei, 6 de fevereiro de 1928) foi um humorista estadunidense.
Larry Wilde, nascido Herman Wildman, em Jersey City, Nova Jersey, foi o quarto filho de pais judeus, Gertrude e Selig Wildman. Seus irmãos eram Milton, Benjamin e Miriam. Ele escolheu Larry Wilde como nome profissional quando iniciou sua carreira no show business.
Wilde estudou na Lincoln High School, onde participou ativamente de inúmeras atividades extracurriculares, incluindo editor de esportes do jornal da escola, do Clube de Teatro, presidente do grêmio estudantil e da equipe de natação, onde se tornou campeão dos 100 metros peito de Jersey City.
De 1946 a 1948, ele serviu na Segunda Divisão de Fuzileiros Navais. Enquanto estava em Camp Lejeune, Carolina do Norte, ele escreveu, produziu, dirigiu e atuou em espetáculos de teatro, apresentando rotinas de comédia. Promovido a cabo, tornou-se o primeiro "comediante não comissionado" oficial do Corpo de Fuzileiros Navais.
Wilde se formou na Universidade de Miami, na Flórida, onde se formou em casas noturnas e hotéis de Miami Beach.
Wilde morreu em 3 de setembro de 2023, aos 95 anos.